# Lucien Lévy-Bruhl
Lucien Lévy-Bruhl (ur. 10 kwietnia 1857 w Paryżu, zm. 13 marca 1939 tamże) – francuski antropolog i historyk filozofii.

## Życie i działalność
Na początku swej działalności filozoficznej Lévy-Bruhl postrzegany był jako kontynuator pozytywistycznych tradycji Auguste’a Comte’a w socjologii moralności, promując socjologię pluralistyczną i relatywistyczną. 
Był autorem prac o Kartezjuszu, Comte i Jacobim. W wieku 53 lat rozpoczął studia nad mentalnością tzw. społeczeństw prymitywnych, a jego prace stały się fundamentem francuskiej antropologii, łącząc ją z filozofią. Rozdzielenie antropologii ogólnej (o tendencjach filozoficznych) i antropologii empirycznej było centrum badań Lévy-Bruhla. Wykształcenie filozoficzne z jednej, a praktyka badacza obcych kultur z drugiej strony, pociągnęły za sobą konflikt metod, zmuszający badacza do ustawicznego pilnowania, by nie nakładać własnych kategorii pojęciowych na myśl innych kultur. 
Przejąwszy koncepcję „reprezentacji kolektywnych” od É. Durkheima, Bruhl zarzucił postrzeganie myśli pierwotnej jako przestarzałej, skupił się natomiast na badaniu struktury mentalnej przy pomocy właściwych ku temu metod. Wprowadził pojęcie mistycyzmu, które miało określać różnicę między mentalnością „prymitywną” a „cywilizowaną”. Usiłował udzielić odpowiedzi na pytanie jak wyjaśnić stałą obecność religijności (sentiment religieux) w filozofii, która postrzega siebie samą jako racjonalną? 
Sporo uwagi lekturze tekstów Lévy-Bruhla poświęciła filozofia analityczna. Nawiązaniem do myśli francuskiego filozofa jest między innymi teza Quine’a o niezdeterminowaniu przekładu.

## Wybrane prace
- La Philosophie d'Auguste Comte Alcan, 1900
- Fonctions mentales dans les sociétés inférieures 1918
- Mentalité primitive Alcan, 1922
- Jean Jaurès, esquisse biographique. Rieder, 1924
- La Morale et la Science des Moeurs Alcan, 1927
- Surnaturel et la nature dans la mentalité primitive Travaux de l'Année Sociologique, Alcan, 1931
- La mythologie primitive. Le mode mythique des Australiens et des Papous Alcan, 1935
- L'expérience mystique et les symboles chez les primitifs Alcan 1938

## Tłumaczenia na język polski
Czynności umysłowe w społeczeństwach pierwotnych, Warszawa 1992, PWN, ISBN 83-01-10823-1 (Fonctions mentales dans les sociétés inférieures 1918)